# Poma Agrera
Poma Agrera es el nombre de una variedad cultivar de manzano (Malus domestica) Esta manzana está cultivada en la colección de germoplasma de manzanas del CSIC, también está cultivada en la colección de germoplasma de peral y manzano en la "Finca de Gimenells de la Estación Experimental de Lérida - IRTA". Esta manzana es originaria de la Comunidad autónoma de Cataluña, procedente de un ejemplar localizado en el año 2002 en el municipio de Bellver de Cerdaña-Bellver de Cerdanya, ubicado en la comarca de Baja Cerdaña, Lérida.

## Sinónimos
- "Poma Agrera M086",[3]
- "Manzana Poma Agrera".[7]

## Historia
'Poma Agrera' es una variedad de manzana de Cataluña, está catalogada con el número de accesión M086 en el Banco de germoplasma de peral y manzano de la Universidad de Lérida, que se encuentra integrado en la Red de Colecciones del Programa de Conservación y Utilización de los Recursos Fitogenéticos para la Alimentación y la Agricultura, del Plan Nacional de I+D+I.
'Poma Agrera' está considerada con otras muchas de las entradas que se han incorporado al Banco de germoplasma en la "Finca de Gimenells de la Estación Experimental de Lérida - IRTA", provienen de ejemplares únicos, en algunos casos, actualmente desaparecidos, lo que ha permitido paliar la erosión genética que se está dando en estas especies frutales.
'Poma Agrera' es una variedad que se cultiva para su conservación genética, para posibles usos y mejoras en cruces con otras variedades, para incrementar cualidades o intercambiarlas.

## Características
El manzano de la variedad 'Poma Agrera' tiene un vigor débil de tipo ramificado, con porte horizontal; ramos con pubescencia débil, de un grosor delgado, con longitud de entrenudos cortos, número de lenticelas pequeño, relación longitud/grosor de los entrenudos media, tipo de ramos fructíferos "sin predominio"; época de inicio de floración temprana, yema fructífera de forma ovoide de una longitud media, flor no abierta presenta color del botón floral rosa oscuro, flor de tamaño pequeño, pétalos con posición relativa de los bordes tangentes, inflorescencia con número medio de flores medio, de forma plana o ligeramente cupuliforme, sépalos de color predominante verde, sépalos de longitud media, con número de pétalos alguno más de 5, con los pétalos de longitud corta y anchura corta, siendo la relación longitud/anchura de los pétalos más largos que anchos, estilos con longitud en relación con los estambres de la misma longitud, estilos con punto de soldadura lejos de la base.
Las hojas tienen un porte horizontal en relación con el ramo, limbo de longitud medio y de anchura medio, con una relación longitud/anchura media, forma del borde ondulada, peciolo con longitud medio, forma del limbo elíptica, aspecto de la superficie del haz medianamente brillante, pubescencia del envés débil, plegamiento de la superficie cóncava, tamaño de la punta media, forma de la base del limbo redondeada, estípulas con una forma muy foliáceas, y ángulo del peciolo respecto al ramo pequeño.
La variedad de manzana 'Poma Agrera' tiene un fruto de tamaño y peso pequeño-medio; forma globosa, relación longitud/anchura pequeña, lados (ausencia o presencia de lados marcados) medio, posición de la anchura máxima hacia el pedúnculo; piel con estado ceroso débil, pruina de la epidermis ausente o muy débil; con color de fondo verde, importancia del sobre color débil, sobre color de superficie rosa, siendo su intensidad mediano, reparto del color en la superficie en placas continuas con estrías, acusando unas lenticelas pequeñas, y una sensibilidad al "russeting" (pardeamiento áspero superficial que presentan algunas variedades) en las caras laterales ausente o muy débil; pedúnculo con una longitud corto, y un grosor medio, anchura de la cavidad peduncular grande, profundidad de la cavidad pedúncular media, y con importancia del "russeting" en cavidad peduncular fuerte; coronamiento por encima del cáliz fuerte, anchura de la cav. calicina media, profundidad de la cav. calicina poco profunda, y con importancia del "russeting" en cavidad calicina ausente o muy débil; ojo de tamaño pequeño, cerrado; sépalos de longitud media.
Carne de color blanca, con oscurecimiento de la carne al corte medio; textura media, dureza de la carne alta, con jugosidad media; sabor malo; corazón con distinción de la línea muy fuerte; eje abierto; lóculos carpelares cerrados; porte del sépalo erecto; semilla de longitud grande, de anchura ancha, y de color marrón claro.
La manzana 'Poma Agrera' tiene una época de maduración y recolección de fruto muy temprana, a mediados de verano. Se usa como manzana de mesa fresca y para sidra.

## Calidad de fruto y prueba de cata
- Peso del fruto: Medio
- Calibre del fruto: Medio
- Longitud del fruto: Pequeña
- Índice de almidón: Alto
- Dureza medida de la carne: Alta
- Índice refractométrico (IR): Alto
- Acidez titulable: Alta
- Jugosidad de la carne: Medio
- Textura de la carne: Media
- Dureza sensorial de la carne: Media
- Dulzor: Débil
- Acidez: Fuerte
- Intensidad del sabor de la carne: Débil
- Sabor: Malo
- Valoración global del fruto: Malo.[3]

## Características Agronómicas
- Afinidad del injerto (compatibilidad): Media
- Facilidad de formación y poda: Media
- Tipo de fructificación: Tipo III
- Precocidad varietal: Bastante precoz
- Vecería: Baja
- Productividad: Alta
- Necesidad de aclareo: Alta
- Escalonamiento de la maduración del fruto: Largo
- Sensibilidad a la caída en maduración: Baja
- Aptitud para la conservación del fruto en árbol: Baja
- Aptitud para la conservación del fruto en almacén o cámara: sin datos
- Sensibilidad al moteado: sin datos
- Sensibilidad al oídio: sin datos
- Sensibilidad a pulgón lanígero: sin datos.[3]